# Daniel Sanabria
Daniel Horacio Sanabria Gueyraud (ur. 8 lutego 1977 w Asunción) – paragwajski piłkarz występujący na pozycji obrońcy. Obecnie gra w Independiente Medellín.

## Kariera klubowa
Daniel Sanabria zawodową karierę rozpoczynał w 2000 w japońskim Shonan Bellmare. W 2001 roku trafił do Libertadu Asunción, z którym w 2002 i 2003 roku sięgnął po tytuł mistrza kraju. Łącznie dla drużyny „Gumarelo” Sanabria przez cztery sezony rozegrał 88 ligowych pojedynków, w których pięć razy wpisał się na listę strzelców. Pierwszą część sezonu 2005 paragwajski obrońca spędził w Chile, gdzie dziesięć razy wystąpił w barwach CSD Colo-Colo. Następnie Sanabria powrócił do kraju i został zawodnikiem Sportivo Luqueño. W 2006 roku wychowanek Shonan Bellmare podpisał kontrakt z zespołem Club Olimpia. Rozegrał dla niego jednak tylko siedem spotkań, po czym przeprowadził się do Brazylii i trafił do América São José do Rio Preto. W 2008 roku Sanabria przeniósł się do kolumbijskiego Independiente Medellín.

## Kariera reprezentacyjna
W 2002 roku szkoleniowiec reprezentacji Paragwaju – Cesare Maldini powołał Sanabrię do 23-osobowej kadry na Mistrzostwa Świata. Na turnieju tym ekipa „Guarani” dotarła do 1/8 finału, gdzie przegrała z Niemcami 0:1. Na boiskach Korei Południowej i Japonii Sanabria pełnił rolę rezerwowego i nie wystąpił w żadnym ze spotkań. Łącznie dla drużyny narodowej Paragwajczyk zaliczył sześć występów.